# Stay (canción de Nick Jonas & The Administration)
«Stay» es un sencillo de Nick Jonas & The Administration. La canción debutó el 2 de diciembre de 2009 en las nominaciones de los Premios Grammy emitido por CBS. La canción no debutó en ningún chart.